# 紳寶9000
紳寶9000是紳寶汽車廠首款推出的主管級轎車，於1985年推出。
1997年秋天被紳寶 9-5 1998年式取代。
紳寶9000以 Type Four chassis 平台為基礎建造而成，與快意Croma、領先Thema和愛快164共用相同平台。車體方面9000與Croma和Thema類似，而164只有使用其底盤。也因為共用平台的關係，9000與Croma、Thema可以互換車體零件。Saab 9000的車身設計是由義大利名設計師Giorgetto Giugiaro與SAAB汽車的Björn Envall完成的。

## 第一代
Saab 9000於1985年推出時僅有5門掀背一種車型，搭載水冷式雙凸輪軸 (DOHC)四汽缸16氣門渦輪引擎，可以提供175匹馬力(130kW)。並可選擇四速自排或者是五速手動變速器。
1985年在Saab 9000與Saab 9000 S車型中，加入自然進氣引擎的選項，並可以輸出130匹馬力 (97kW)。並在1988年於美國市場導入4門轎車車型、渦輪增壓引擎的"CD"車款。
所有的9000車型都搭載一個電子螢幕顯示燃油消耗量、發電機電壓、室外溫度、電池電壓。如果室外溫度降至攝氏正負3度中間，銀幕就會自動顯示室外溫度，來警告可能駕駛環境會有"黑冰"存在。
無分電盤電腦控制點火系統 (直接點火系統)於1988年安裝於CD車型，並在稍後的1990年擴大安裝至所有的渦輪增壓車型。在稍早的1989年，Saab 9000安裝比較大排氣量的B234 2.3升引擎，自然進氣可以輸出150匹馬力(110kW)，而渦輪增壓則可提供200匹馬力(150kW)的輸出。
1992年式的9000 CD Griffin是限量提供的車款，擁有著所有豪華的電子選配的功能，包括：後座獨立空調系統、後窗遮陽簾、核桃木內飾。而於英國，限量版的 9000 Carlsson則是配備空力套件、擾流板，並且搭載特別調校過的引擎，手排220匹馬力(160kW)、自排200匹馬力(150kW)。